# Hiratsuka Raichō
Hiratsuka Raichō ( 平塚 らいちょう,  transliterado らいてう  de acordo com a ortografia kana histórica , Tóquio, 10 de fevereiro de 1886 - 24 de maio de 1971), foi uma escritora , jornalista , ativista política , anarquista e pioneira do feminismo japonês .

## Vida
Nascida Hiratsuka Haru (平 塚 明) em Tóquio, em 1886, segunda filha de um alto funcionário público, e educada na Universidade de Mulheres do Japão ( 日本女子大学)  Em 1903, Hiratsuka passou a ser influenciada pelas correntes contemporâneas da filosofia européia, bem como pelo zen-budismo , do qual ela se tornaria uma praticante devota.  De particular influência para ela foi a escritora feminista sueca da virada do século, Ellen Key , cujas obras ela traduziu para o japonês, e a heroína individualista de Casa de Bonecas, de Henrik Ibsen (1879).  Em 1908 ela tentou um suicídio duplo com Morita Sōhei , seu professor e discípulo do romancista Natsume Soseki, nas montanhas de Nasushiobara, em Tochigi.  Os dois foram encontrados vivos na montanha, mas a tentativa de suicídio por um casal tão educado provocou crítica pública generalizada.
Depois de se formar na universidade, Hiratsuka entrou para a Escola de Inglês Feminina Narumi, onde, em 1911, fundou a primeira revista literária feminina do Japão , Seitō ( 青鞜  , literalmente meia azul ou Bluestocking ).  Ela começou a primeira edição com as palavras: "No começo, a mulher era o sol" ( 「元始、女性は太陽であった」  - uma referência à deusa xintoísta Amaterasu e à independência espiritual que as mulheres perderam.  Adotando o pseudônimo “Raichō” (“pássaro-trovão”), ela começou a convocar uma revolução espiritual das mulheres, e nos primeiros anos o foco da revista mudou da literatura para as questões femininas, incluindo discussões francas sobre sexualidade feminina , castidade e aborto .  Os colaboradores incluíram a renomada poeta e propositora dos direitos das mulheres, Yosano Akiko , entre outras.

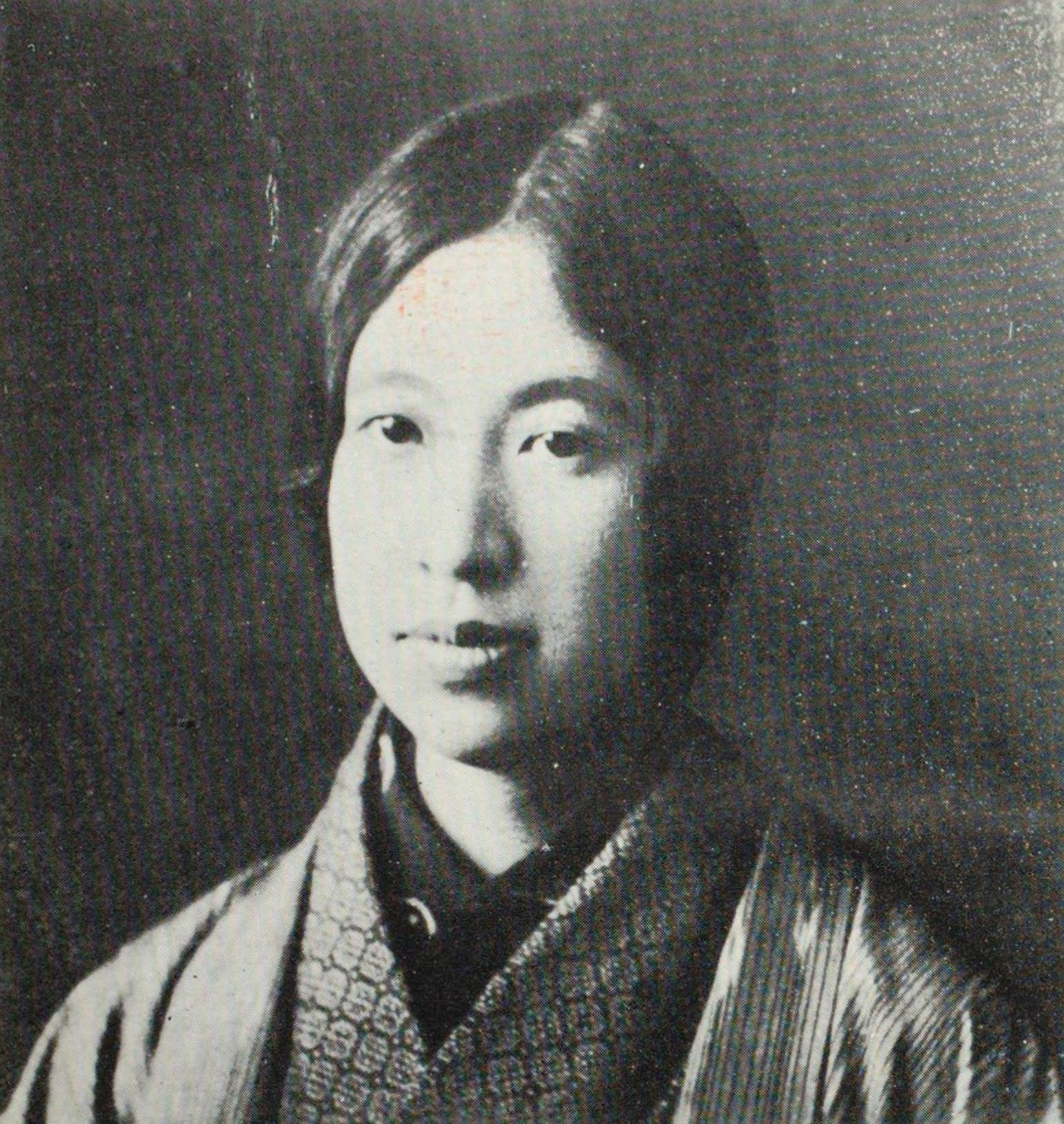
Raicho Hiratsuka

Histórias exageradas de seus casos de amor e inconformismo, difundidas pela grande imprensa japonesa, transformaram a opinião pública contra a revista e levaram Raichō a publicar várias defesas ferozes de seus ideais.  Seu ensaio de abril de 1913 "Para as mulheres do mundo" ( 「世の婦人たちに」  rejeitou o papel convencional das mulheres como ryōsai kenbo ( 良妻賢母  Boa esposa e mãe sábia): "Eu me pergunto quantas mulheres, por uma questão de segurança financeira em suas vidas, entraram em casamentos sem amor para se tornarem servas e prostitutas vitalícias de um homem."  Esse não-conformismo colocou Seitō não só contra a sociedade, mas contra o Estado, contribuindo para a censura de revistas femininas que "perturbavam a ordem pública" ou introduziam "ideias ocidentais sobre as mulheres" incompatíveis com o Japão.
A revista fechou em 1915, mas não antes de estabelecer sua fundadora como uma luz -guia no movimento de mulheres do Japão.  Enquanto isso, em 1914, Hiratsuka começou a viver abertamente com seu amante mais jovem,o artista Okumura Hiroshi , com quem teve dois filhos fora do casamento e por fim se casou em 1941.
Em 1920, após uma investigação sobre as condições das trabalhadoras nas fábricas têxteis em Nagoya, que galvanizaram ainda mais sua determinação política, Hiratsuka fundou a Nova Associação de Mulheres  ( 新婦人協会 Shin-fujin kyokai ) juntamente com a ativista dos direitos das mulheres, Ichikawa Fusae .  Foi em grande parte através dos esforços desse grupo que o Artigo 5 do Regulamento de Segurança da Polícia - que, promulgado em 1900, proibiu as mulheres de se juntarem a organizações políticas e realizarem ou participarem de reuniões políticas - foi derrubado em 1922.  O sufrágio feminino , no entanto, permaneceu distante no Japão.  Uma campanha ainda mais polêmica tentou proibir homens com doenças venéreas de se casarem.  Esta campanha mal sucedida continua a ser um ponto de controvérsia em torno da carreira de Hiratsuka, na medida em que a viu alinhada com o movimento eugênico , afirmando que a disseminação das DVs estava tendo um efeito prejudicial sobre a “raça” japonesa.
As duas décadas seguintes viram Hiratsuka se afastar um pouco dos olhos do público, sobrecarregada com dívidas e seu amante envolvido com problemas de saúde, embora ela continuasse a escrever e a dar palestras.  Nos anos do pós-guerra, no entanto, ela emergiu novamente como uma figura pública através do movimento pela paz .  Em 1950, no dia seguinte à eclosão da Guerra da Coreia , ela viajou para os Estados Unidos juntamente com a escritora e ativista Nogami Yaeko e três outros membros do Movimento de Mulheres do Japão ( 婦人運動家  ) para apresentar ao secretário de Estado dos EUA, Dean Acheson, um pedido de que fosse criado um sistema no qual o Japão pudesse permanecer neutro e pacifista.  Hiratsuka continuou a defender os direitos das mulheres no pós-guerra, fundando a Associação das Mulheres do Novo Japão ( 新日本婦人の会  ) em 1963, junto com Nogami e a conhecida artista Iwasaki Chihiro , e continuando a escrever e dar palestras até sua morte em 1971.

## Legado
Enquanto sua carreira como ativista política cobriu muitas décadas, Hiratsuka é lembrada principalmente por sua administração do grupo Seitō .  Como uma das principais luzes do movimento feminista no Japão do início do século XX, ela foi uma figura altamente influente cujos devotos variavam da pioneira autora feminista coreano Na Hye-sok ( 나혜석; 羅蕙錫  ) que era estudante em Tóquio durante o auge  da Seito a anarquista e crítica social Ito Noe, cuja participação na organização Seito gerou alguma polêmica.  Sua organização pós-guerra, a Organização das Mulheres do Novo Japão, permanece ativa até hoje. [carece de fontes?]

## Obras selecionadas

### Trabalhos originais
- 『円窓より』  ( Maramorado yori , A Vista da Janela Redonda )
- 『元始、女性は太陽であった』  ( Genshi, josei wa taiyō de atta , No Princípio, a Mulher era o Sol )
- 『私の歩いた道』  ( Watakushi no aruita michi , A Estrada que Eu Andei )

### Traduções
- Ellen Karolina Key , O Renascimento da Maternidade ( Renaissance 『母性の復興』 Bosei no fukkō
- Ellen Karolina Key, Amor e Casamento ( 『愛と結婚』  , Ai  to kekkon )
- Teruko Craig, no início, mulher era o sol - a autobiografia de uma feminista japonesa ( 『元始、女性は太陽であった』 Genshi, josei wa taiyō de atta )